# روبرتو إسلافا
روبرتو إسلافا (بالإسبانية: Roberto Eslava)‏ هو لاعب كرة قدم إسباني في مركز الدفاع، ولد في 22 يناير 1988 في تيلدي في إسبانيا. لعب مع UD Las Palmas Atlético ‏.

## وصلات خارجية
- روبرتو إسلافا على موقع قاعدة بيانات كرة القدم.إي يو (الإنجليزية)
- روبرتو إسلافا على موقع Soccerway.com (الإنجليزية)